# ITPA
ITPA‏ (Inosine triphosphatase) هوَ بروتين يُشَفر بواسطة جين ITPA في الإنسان.